# Europaspiele 2015/Schwimmen
Bei den Europaspielen 2015 in Baku, Aserbaidschan wurden vom 23. bis 27. Juni 2015 insgesamt 42 Wettbewerbe im Schwimmen ausgetragen. Austragungsort war das Baku Aquatics Centre.
Jeweils 17 Einzelwettbewerbe fanden bei den Männern und bei den Frauen statt, die übrigen acht Wettbewerbe waren Staffel- und Mixedrennen. Da der europäische Schwimmverband LEN mit einer Berücksichtigung des Schwimmsports bei den Europaspielen erst nach Nachverhandlungen einverstanden war, wurden lediglich reine Juniorenwettbewerbe veranstaltet. Die Altersbeschränkung für männliche Jugendliche lag bei Achtzehnjährigen, für Mädchen bei Sechzehnjährigen. Damit waren die Europaspiele gleichzeitig auch die Jugend-Europameisterschaften 2015.
Die mit Abstand erfolgreichste Nation war Russland mit insgesamt 42 Medaillen. Mit 23 Goldmedaillen gewann Russland somit mehr als die Hälfte aller Wettbewerbe. Das zweitplatzierte Vereinigte Königreich gewann nur im Gesamten 23 Medaillen, davon sieben Goldene. Dahinter folgte Deutschland mit drei Goldmedaillen bei insgesamt 13 Medaillen.
Insgesamt wurden fünf neue Altersklassen-Weltrekorde (WJR) aufgestellt.

## Medaillengewinner

### Männer
| Disziplin           | Gold                                                                            | Gold              | Silber                                                                           | Silber       | Bronze                                                                         | Bronze       |
| ------------------- | ------------------------------------------------------------------------------- | ----------------- | -------------------------------------------------------------------------------- | ------------ | ------------------------------------------------------------------------------ | ------------ |
| 50 m Freistil       | Ziv Kalontarov                                                                  | 22,16 s           | Giovanni Izzo                                                                    | 22,51 s      | Alexei Brjanski                                                                | 22,69 s      |
| 100 m Freistil      | Duncan Scott                                                                    | 49,43 s           | Alessandro Miressi                                                               | 50,03 s      | Wladislaw Koslow                                                               | 50,11 s      |
| 200 m Freistil      | Duncan Scott                                                                    | 1:48,55 min       | Cameron Kurle                                                                    | 1:48,92 min  | Jelissei Stepanow                                                              | 1:49,64 min  |
| 400 m Freistil      | Paul Hentschel                                                                  | 3:52,43 min       | Dimitrios Dimitrou                                                               | 3:52,57 min  | Ernest Maksumow                                                                | 3:52,65 min  |
| 800 m Freistil      | Nicolas D’Oriano                                                                | 7:59,87 min       | Marcus Rodríguez Mesa                                                            | 8:01,73 min  | Henning Mühlleitner                                                            | 8:04,33 min  |
| 1500 m Freistil     | Nicolas D’Oriano                                                                | 15:13,31 min      | Ernest Maksumow                                                                  | 15:13,90 min | Marc Hinawi                                                                    | 15:25,63 min |
| 50 m Rücken         | Filipp Schopin                                                                  | 25,40 s           | Marek Ulrich                                                                     | 25,44 s      | Andrij Chlopzow                                                                | 25,71 s      |
| 100 m Rücken        | Luke Greenbank                                                                  | 54,76 s           | Filipp Schopin                                                                   | 54,81 s      | Marek Ulrich                                                                   | 55,35 s      |
| 200 m Rücken        | Luke Greenbank                                                                  | 1:56,89 min (WJR) | Mikita Zmyh                                                                      | 1:59,46 min  | Roman Larin                                                                    | 1:59,60 min  |
| 50 m Brust          | Andrius Šidlauskas                                                              | 27,81 s           | Nikola Obrovac                                                                   | 27,89 s      | Tobias Bjerg                                                                   | 28,04 s      |
| 100 m Brust         | Anton Tschupkow                                                                 | 1:00,65 min (WJR) | Andrius Šidlauskas                                                               | 1:01,42 min  | Charlie Attwood                                                                | 1:01,71 min  |
| 200 m Brust         | Anton Tschupkow                                                                 | 2:10,85 min       | Kirill Mordaschew                                                                | 2:12,94 min  | Luke Davies                                                                    | 2:13,45 min  |
| 50 m Schmetterling  | Andrij Chlopzow                                                                 | 23,92 s           | Pawel Sendyk                                                                     | 23,97 s      | Daniil Pachomow                                                                | 24,02 s      |
| 100 m Schmetterling | Daniil Pachomow                                                                 | 52,72 s           | Alberto Lozano Mateos                                                            | 52,78 s      | Daniil Antipow                                                                 | 53,36 s      |
| 200 m Schmetterling | Daniil Pachomow                                                                 | 1:57,04 min       | Gianco Carini                                                                    | 1:57,46 min  | Matthias Marsau                                                                | 1:58,96 min  |
| 200 m Lagen         | Sebastian Steffan                                                               | 2:01,39 min       | Jarvis Parkinson                                                                 | 2:01,94 min  | Martyn Walton                                                                  | 2:02,24 min  |
| 400 m Lagen         | Nikolai Sokolow                                                                 | 4:19,44 min       | Igor Balyberdin                                                                  | 4:20,80 min  | Karol Zbutowicz                                                                | 4:22,22 min  |
| 4 × 100 m Freistil  | Vereinigtes Königreich Duncan Scott Martyn Walton Daniel Speers Cameron Kurle   | 3:19,38 min       | Italien Alessandro Miressi Giovanni Izzo Ivano Vendrame Alessandro Bori          | 3:20,19 min  | Russland Wladislaw Koslow Alexei Brjanski Jelissei Stepanow Igor Schadrin      | 3:20,22 min  |
| 4 × 200 m Freistil  | Russland Alexander Prokofjew Nikolai Snegirew Ernest Maksumow Jelissei Stepanow | 7:16,08 min       | Vereinigtes Königreich Duncan Scott Martyn Walton Kyle Chisholm Cameron Kurle    | 7:19,36 min  | Deutschland Paul Hentschel Henning Mühlleitner Konstantin Walter Moritz Brandt | 7:20,77 min  |
| 4 × 100 m Lagen     | Russland Filipp Schopin Anton Tschupkow Daniil Pachomow Wladislaw Koslow        | 3:36,38 min (WJR) | Vereinigtes Königreich Luke Greenbank Charlie Attwood Duncan Scott Martyn Walton | 3:39,01 min  | Polen Jakub Daniel Skierka Jacek Janusz Arentewicz Michal Chudy Pawel Sendyk   | 3:39,31 min  |

### Frauen
| Disziplin           | Gold                                                                                            | Gold              | Silber                                                                                | Silber       | Bronze                                                                                    | Bronze       |
| ------------------- | ----------------------------------------------------------------------------------------------- | ----------------- | ------------------------------------------------------------------------------------- | ------------ | ----------------------------------------------------------------------------------------- | ------------ |
| 50 m Freistil       | Marija Kamenewa                                                                                 | 25,23 s           | Marrit Steenbergen                                                                    | 25,27 s      | Julie Jensen                                                                              | 25,41 s      |
| 100 m Freistil      | Marrit Steenbergen                                                                              | 53,97 s           | Arina Opjonyschewa                                                                    | 54,45 s      | Marija Kamenewa                                                                           | 55,19 s      |
| 200 m Freistil      | Arina Opjonyschewa                                                                              | 1:58,22 min       | Marrit Steenbergen                                                                    | 1:58,99 min  | Leonie Kullmann                                                                           | 1:59,77 min  |
| 400 m Freistil      | Arina Opjonyschewa                                                                              | 4:08,91 min       | Leonie Kullmann                                                                       | 4:12,16 min  | Anastassija Kirpitschnikowa                                                               | 4:13,13 min  |
| 800 m Freistil      | Holly Hibbott                                                                                   | 8:39,02 min       | Anastassija Kirpitschnikowa                                                           | 8:39,73 min  | Marina Castro Atalaya                                                                     | 8:45,51 min  |
| 1500 m Freistil     | Sveva Schiazzano                                                                                | 16:40,17 min      | Janka Juhász                                                                          | 16:40,39 min | Marina Castro Atalaya                                                                     | 16:46,16 min |
| 50 m Rücken         | Caroline Pilhatsch                                                                              | 28,60 s           | Pauline Mahieu                                                                        | 28,70 s      | Marija Kamenewa                                                                           | 28,77 s      |
| 100 m Rücken        | Polina Jegorowa                                                                                 | 1:01,19 min       | Marija Kamenewa                                                                       | 1:01,23 min  | Pauline Mahieu                                                                            | 1:01,34 min  |
| 200 m Rücken        | Polina Jegorowa                                                                                 | 2:11,23 min       | Maxine Wolters                                                                        | 2:11,38 min  | Maryna Kolesnykowa                                                                        | 2:11,91 min  |
| 50 m Brust          | Marija Astaschkina                                                                              | 31,58 s           | Laura Kelsch                                                                          | 31,87 s      | Nolwenn Herve                                                                             | 32,08 s      |
| 100 m Brust         | Marija Astaschkina                                                                              | 1:07,71 min       | Giulia Verona                                                                         | 1:08,61 min  | Darja Tschikunowa                                                                         | 1:09,02 min  |
| 200 m Brust         | Marija Astaschkina                                                                              | 2:23,06 min (WJR) | Giulia Verona                                                                         | 2:25,91 min  | Layla Black                                                                               | 2:27,61 min  |
| 50 m Schmetterling  | Polina Jegorowa                                                                                 | 26,82 s           | Caroline Pilhatsch                                                                    | 27,18 s      | Julie Jensen                                                                              | 27,19 s      |
| 100 m Schmetterling | Polina Jegorowa                                                                                 | 59,36 s           | Amelia Clynes                                                                         | 1:00,22 min  | Ilketra Varvara Lebl Laura Stephens                                                       | 1:00,54 min  |
| 200 m Schmetterling | Julia Mrozinski                                                                                 | 2:11,19 min       | Elisa Scarpa Vidal                                                                    | 2:12,27 min  | Boglárka Bonecz                                                                           | 2:12,42 min  |
| 200 m Lagen         | Maxine Wolters                                                                                  | 2:13,37 min       | Ilaria Cusinato                                                                       | 2:13,78 min  | Abbie Wood                                                                                | 2:14,49 min  |
| 400 m Lagen         | Abbie Wood                                                                                      | 4:41,97 min       | Ilaria Cusinato                                                                       | 4:44,01 min  | Anja Crevar                                                                               | 4:45,84 min  |
| 4 × 100 m Freistil  | Russland Arina Opjonyschewa Wassilissa Buinaja Olessja Tschernjatina Marija Kamenewa            | 3:43,63 min       | Niederlande Pien Schravesande Frederique Janssen Laura van Engelen Marrit Steenbergen | 3:44,10 min  | Vereinigtes Königreich Darcy Deakin Madeleine Crompton Hannah Featherstone Georgia Coates | 3:45,80 min  |
| 4 × 200 m Freistil  | Russland Anastassija Kirpitschnikowa Arina Opjonyschewa Olessja Tschernjatina Irina Kriwonogowa | 8:03,45 min       | Niederlande Laura van Engelen Frederique Janssen Marieke Tienstra Marrit Steenbergen  | 8:04,65 min  | Vereinigtes Königreich Hannah Featherstone Darcy Deakin Holly Hibbott Georgia Coates      | 8:04,84 min  |
| 4 × 100 m Lagen     | Russland Marija Kamenewa Marija Astaschkina Polina Jegorowa Arina Opjonyschewa                  | 4:03,22 min (WJR) | Niederlande Iris Tjonk Tes Schouten Josein Wijhuis Marrit Steenbergen                 | 4:07,99 min  | Vereinigtes Königreich Rebecca Sherwin Layla Black Amelia Clynes Georgia Coates           | 4:09,10 min  |

### Mixed
| Disziplin          | Gold                                                                           | Gold        | Silber                                                                             | Silber      | Bronze                                                                         | Bronze      |
| ------------------ | ------------------------------------------------------------------------------ | ----------- | ---------------------------------------------------------------------------------- | ----------- | ------------------------------------------------------------------------------ | ----------- |
| 4 × 100 m Freistil | Russland Wladislaw Koslow Jelissei Stepanow Marija Kamenewa Arina Opjonyschewa | 3:30,30 min | Vereinigtes Königreich Duncan Scott Martyn Walton Darcy Deakin Georgia Coates      | 3:32,65 min | Deutschland Alexander Lohmar Leonie Kullmann Katrin Gottwald Konstantin Walter | 3:33,74 min |
| 4 × 100 m Lagen    | Russland Marija Kamenewa Anton Tschupkow Daniil Pachomow Arina Opjonyschewa    | 3:49,53 min | Vereinigtes Königreich Luke Greenbank Charlie Attwood Amelia Clynes Georgia Coates | 3:52,03 min | Deutschland Maxine Wolters Leo Schmidt Johannes Tesch Katrin Gottwald          | 3:54,27 min |

## Medaillenspiegel
| Rang   | Land                   | Gold | Silber | Bronze | Gesamt |
| ------ | ---------------------- | ---- | ------ | ------ | ------ |
| 1      | Russland               | 23   | 7      | 12     | 42     |
| 2      | Vereinigtes Königreich | 7    | 7      | 9      | 23     |
| 3      | Deutschland            | 3    | 4      | 6      | 13     |
| 4      | Frankreich             | 2    | 1      | 3      | 6      |
| 5      | Österreich             | 2    | 1      | 0      | 3      |
| 6      | Italien                | 1    | 9      | 0      | 10     |
| 7      | Niederlande            | 1    | 5      | 0      | 6      |
| 8      | Litauen                | 1    | 1      | 0      | 2      |
| 9      | Ukraine                | 1    | 0      | 3      | 4      |
| 10     | Israel                 | 1    | 0      | 1      | 2      |
| 11     | Spanien                | 0    | 2      | 2      | 4      |
| 12     | Polen                  | 0    | 1      | 2      | 3      |
| 13     | Griechenland           | 0    | 1      | 1      | 2      |
| 13     | Ungarn                 | 0    | 1      | 1      | 2      |
| 15     | Kroatien               | 0    | 1      | 0      | 1      |
| 15     | Belarus                | 0    | 1      | 0      | 1      |
| 17     | Dänemark               | 0    | 0      | 3      | 3      |
| 18     | Serbien                | 0    | 0      | 1      | 1      |
| Gesamt | Gesamt                 | 42   | 42     | 43     | 127    |